# العلاقات الإسبانية الليختنشتانية
العلاقات الإسبانية الليختنشتانية هي العلاقات الثنائية التي تجمع بين إسبانيا وليختنشتاين.

## مقارنة بين البلدين
هذه مقارنة عامة ومرجعية للدولتين:
| وجه المقارنة                                              | إسبانيا                                                                             | ليختنشتاين                                 |
| --------------------------------------------------------- | ----------------------------------------------------------------------------------- | ------------------------------------------ |
| المساحة (كم2)                                             | 505.99 ألف                                                                          | 16                                         |
| عدد السكان (نسمة)                                         | 46.73 مليون                                                                         | 37.47 ألف                                  |
| الكثافة السكانية (ن./كم²)                                 | 92.35                                                                               | 234.19 ألف                                 |
| العاصمة                                                   | مدريد                                                                               | فادوتس                                     |
| اللغة الرسمية                                             | اللغة الإسبانية، اللغة الغاليسية، لغة بشكنشية، اللغة الكتالونية، اللغة الأوكسيتانية | اللغة الألمانية                            |
| العملة                                                    | يورو، بيزيتا إسبانية                                                                | فرنك سويسري                                |
| الناتج المحلي الإجمالي (بليون دولار)                      | 1.31 تريليون                                                                        | 6.29 مليار                                 |
| الناتج المحلي الإجمالي (تعادل القوة الشرائية) بليون دولار | 1.77 تريليون                                                                        |                                            |
| الناتج المحلي الإجمالي الاسمي للفرد دولار أمريكي          | 28.16 ألف                                                                           |                                            |
| الناتج المحلي الإجمالي للفرد دولار أمريكي                 | 38.00 ألف                                                                           |                                            |
| مؤشر التنمية البشرية                                      | 0.876                                                                               | 0.908                                      |
| رمز المكالمات الدولي                                      | +34                                                                                 | +423                                       |
| رمز الإنترنت                                              | .es                                                                                 | .li                                        |
| المنطقة الزمنية                                           | ت ع م+01:00، ت ع م+02:00                                                            | توقيت وسط أوروبا، ت ع م+01:00، ت ع م+02:00 |

## منظمات دولية مشتركة
يشترك البلدان في عضوية مجموعة من المنظمات الدولية، منها:
| علم المنظمة | اسم المنظمة                    | تاريخ انضمام إسبانيا | تاريخ انضمام ليختنشتاين |
| ----------- | ------------------------------ | -------------------- | ----------------------- |
|             | الاتحاد البريدي العالمي        | ?                    | ?                       |
|             | منظمة حظر الأسلحة الكيميائية   | ?                    | ?                       |
|             | منظمة التجارة العالمية         | ?                    | ?                       |
|             | الأمم المتحدة                  | 14 ديسمبر 1955       | 18 سبتمبر 1990          |
|             | منظمة الشرطة الجنائية الدولية  | ?                    | ?                       |
|             | الاتحاد الدولي للاتصالات       | 1866                 | 25 يوليو 1963           |
|             | مجلس أوروبا                    | ?                    | ?                       |
|             | منظمة الأمن والتعاون في أوروبا | 25 يونيو 1973        | 25 يونيو 1973           |

## وصلات خارجية
- موقع وزارة الخارجية الإسبانية